# Tylko Muzyka
Tylko muzyka – pierwszy kanał tematyczny Telewizji Polskiej, nadawany od 30 marca 1997 roku do 15 lutego 1998 roku wyłącznie cyfrowo na satelicie i w sieciach kablowych. 

## Historia
Bezpośrednio po uruchomieniu stacja posiadała okienka promocyjne w ramówce TVP1, TVP2 i TVP Polonia. Nadawanie zostało zawieszone ze względów formalno-prawnych – z uwagi na awarię systemu nadawania satelitarnego stacja udostępniła swoją częstotliwość sygnałowi TVP Polonia, zawieszając nadawanie do czasu usunięcia usterki, po czym Krajowa Rada Radiofonii i Telewizji uznała nadawanie programów tematycznych przez TVP za nielegalne, więc emisja już nie powróciła.